# 황태자의 첫사랑 (드라마)
《황태자의 첫사랑》은 MBC에서 2004년 6월 23일부터 2004년 8월 26일까지 방송된 수목 미니시리즈이다.
한편, 빈이 캐스팅 물망에 거론되었으나 갑작스런 부상으로 불발됐다.
아울러, 구태의연한 소재와 서로 따로 노는 듯한 배우들의 연기, 지나친 간접광고 등으로 시청률이 하락했고 이 과정에서 과다한 간접광고 때문에 방송위원회로부터 '프로그램 관계자 징계' 조치를 받았으며 결국 애초 기획된 20부작에서 2편 축소된 18회로 막을 내렸다.

## 등장 인물

### 주요 인물
- 성유리 : 김유빈(26세) 역
- 차태현 : 최건희(28세) 역 - 최은철의 아들
- 김남진 : 차승현(29세) 역 - 최은철과 차미희의 아들
- 이제니 : 신예서(26세) 역 - 유빈의 단짝 친구, 클럽 줄라이 사호로 리조트 G.O
- 진재영 : 이혜미(27세) 역 - 건희의 애인, 신인 여배우

### 주변 인물
- 정준하 : 정굉필(30세) 역 - 최은철 회장의 비서실 대리, 건희의 심복
- 이기영 : 캐빈 역 - 클럽 줄라이 발리 리조트 촌장
- 김영준 : 진호(28세) 역 - 망나니 재벌 2세
- 이덕화 : 최은철(62세) 역 - 건희의 아버지, 차승현의 생부, 클럽 줄라이 리조트 회장, 재벌2세
- 장미희 : 차미희(53세) 역 - 최은철의 첫사랑, 차승현의 모친
- 권기선 : 김유빈의 모친(52세) 역
- 김창완 : 김유빈의 부친(56세) 역 - 여중 국어교사
- 유채영 : 사라(23세) 역 - 클럽 줄라이 리조트

## 참고 사항
- 동시간대 KBS 2TV 《풀하우스》의 폭발적인 인기 때문에 저조한 시청률을 기록하였으며, 고전을 면치 못했다.